# Popis vrsta roda Mikania
Popis vrsta roda Mikania
1. Mikania acuminata DC.
2. Mikania acutissima Rusby
3. Mikania additicia B.L.Rob.
4. Mikania alba N.Taylor
5. Mikania alexandreae G.M.Barroso
6. Mikania allartii B.L.Rob.
7. Mikania alvimii R.M.King & H.Rob.
8. Mikania amblyolepis B.L.Rob.
9. Mikania amorimii Borges & Forzza
10. Mikania andrei B.L.Rob.
11. Mikania anethifolia (DC.) Matzenb.
12. Mikania angularis Bonpl.
13. Mikania anisodora Hassl.
14. Mikania aquaria B.L.Rob.
15. Mikania araguensis V.M.Badillo
16. Mikania archeri B.L.Rob.
17. Mikania areolata W.C.Holmes & McDaniel
18. Mikania argyreiae DC.
19. Mikania argyropappa Sch.Bip. ex Baker
20. Mikania ariasiana Al.Rodr.
21. Mikania aristei B.L.Rob.
22. Mikania arrojadoi Mattf.
23. Mikania arthroclada B.L.Rob.
24. Mikania aschersonii Hieron.
25. Mikania badiniana G.S.S.Almeida & Carv.-Okano
26. Mikania bakeri R.M.King & H.Rob.
27. Mikania banisteriae DC.
28. Mikania barahonensis Urb.
29. Mikania barrosoana G.M.Barroso
30. Mikania belemii R.M.King & H.Rob.
31. Mikania betancurii Aguilar-Cano & S.Díaz
32. Mikania biformis DC.
33. Mikania bishopii R.M.King & H.Rob.
34. Mikania bogotensis Benth.
35. Mikania boomii Pruski
36. Mikania brachycarpa Urb.
37. Mikania brachyphylla Hieron.
38. Mikania bradei B.L.Rob.
39. Mikania brevifaucia W.C.Holmes & McDaniel
40. Mikania broadwayi B.L.Rob.
41. Mikania brunnescens B.L.Rob.
42. Mikania buchii Urb.
43. Mikania buchtienii B.L.Rob.
44. Mikania buddlejifolia DC.
45. Mikania bulbisetifera Cuatrec.
46. Mikania bullata B.L.Rob.
47. Mikania burchellii Baker
48. Mikania cabrerae G.M.Barroso
49. Mikania cacerensis G.M.Barroso
50. Mikania calcarulata B.L.Rob.
51. Mikania caldasana B.L.Rob.
52. Mikania callineura Sch.Bip. ex Baker
53. Mikania campanulata Gardner
54. Mikania campii H.Rob. & W.C.Holmes
55. Mikania camporum B.L.Rob.
56. Mikania campos-portoana G.M.Barroso
57. Mikania candolleana Gardner
58. Mikania capixaba Borges & Fraga
59. Mikania capricorni B.L.Rob.
60. Mikania cardiophylla B.L.Rob.
61. Mikania carnosa Muschl.
62. Mikania casarettoi B.L.Rob.
63. Mikania castroi R.M.King & H.Rob.
64. Mikania cercifolia W.C.Holmes
65. Mikania chaetoloba Pruski
66. Mikania chenopodiifolia Willd.
67. Mikania chevalieri (C.D.Adams) W.C.Holmes & McDaniel
68. Mikania chimborazensis Hieron. ex Sodiro
69. Mikania chlorolepis Baker
70. Mikania chocensis B.L.Rob.
71. Mikania cipoensis G.M.Barroso
72. Mikania citriodora W.C.Holmes
73. Mikania clematidiflora Rusby
74. Mikania clematidifolia Dusén
75. Mikania coarctata Gardner
76. Mikania cochabambana B.L.Rob.
77. Mikania comarapensis B.L.Rob.
78. Mikania concinna Standl. & Steyerm.
79. Mikania conferta Gardner
80. Mikania confertissima Sch.Bip. ex Baker
81. Mikania congesta DC.
82. Mikania conglomerata W.C.Holmes & McDaniel
83. Mikania cordata (Burm.f.) B.L.Rob.
84. Mikania cordifolia (L.f.) Willd.
85. Mikania cordigera W.C.Holmes
86. Mikania corei W.C.Holmes & McDaniel
87. Mikania corymbiifolia (B.L.Rob.) R.M.King & H.Rob.
88. Mikania corymbulosa Benth.
89. Mikania crassifolia Hieron.
90. Mikania crispiflora C.Wright
91. Mikania cristata B.L.Rob.
92. Mikania cuatrecasasii W.C.Holmes
93. Mikania cuencana Hieron.
94. Mikania cuspidata Al.Rodr.
95. Mikania cutervensis Hieron.
96. Mikania cuzcoensis W.C.Holmes & McDaniel
97. Mikania cyanosma Urb. & Ekman
98. Mikania cynanchifolia Hook. & Arn. ex Baker & Malme
99. Mikania daspitii W.C.Holmes & McDaniel
100. Mikania decora Poepp.
101. Mikania decumbens Malme
102. Mikania desmocephala B.L.Rob.
103. Mikania dictyophylla B.L.Rob.
104. Mikania dictyota B.L.Rob.
105. Mikania dioica Al.Rodr.
106. Mikania dioscoreoides (Rusby) B.L.Rob.
107. Mikania discifera W.C.Holmes & H.Rob.
108. Mikania dissecta Urb. & Ekman
109. Mikania diversifolia DC.
110. Mikania dodsonii H.Rob. & W.C.Holmes
111. Mikania duckei G.M.Barroso
112. Mikania dudleyi W.C.Holmes & McDaniel
113. Mikania duidensis B.L.Rob.
114. Mikania dusenii B.L.Rob.
115. Mikania ecuadorensis W.C.Holmes & McDaniel
116. Mikania elliptica DC.
117. Mikania erioclada DC.
118. Mikania eriostrepta B.L.Rob.
119. Mikania eucosma B.L.Rob.
120. Mikania euryanthela (Malme) W.C.Holmes
121. Mikania farsiliflora H.Rob. & W.C.Holmes
122. Mikania fasciculata C.T.Oliveira & Pirani
123. Mikania featherstonei B.L.Rob.
124. Mikania filgueirasii R.M.King & H.Rob.
125. Mikania filicifolia B.L.Rob.
126. Mikania firmula Baker
127. Mikania flabellata Rusby
128. Mikania flaccida B.L.Rob.
129. Mikania fosbergii H.Rob. & W.C.Holmes
130. Mikania fragilis Urb.
131. Mikania fragrans Klatt
132. Mikania fulva (Hook. & Arn.) Baker
133. Mikania funkiae C.T.Oliveira & Antar
134. Mikania glabra D.J.N.Hind
135. Mikania glandulifera W.C.Holmes & McDaniel
136. Mikania glandulosissima W.C.Holmes & D.J.N.Hind
137. Mikania glauca Mart.
138. Mikania glaziovii Baker
139. Mikania gleasonii B.L.Rob.
140. Mikania globifera Rusby
141. Mikania globosa (J.M.Coult.) Donn.Sm.
142. Mikania glomerata Spreng.
143. Mikania gonzalezii B.L.Rob. & Greenm.
144. Mikania goyazensis (B.L.Rob.) R.M.King & H.Rob.
145. Mikania gracilipes B.L.Rob.
146. Mikania granulata B.L.Rob.
147. Mikania grazielae R.M.King & H.Rob.
148. Mikania guaco Bonpl.
149. Mikania guaranitica Hassl.
150. Mikania guilleminii B.L.Rob.
151. Mikania gunnarii H.Rob. & W.C.Holmes
152. Mikania haenkeana DC.
153. Mikania hagei R.M.King & H.Rob.
154. Mikania harlingii R.M.King & H.Rob.
155. Mikania hartbergii W.C.Holmes
156. Mikania hastata (L.) Willd.
157. Mikania hastato-cordata Malme
158. Mikania hastifolia Baker
159. Mikania hemisphaerica Sch.Bip. ex Baker
160. Mikania hensoldiana Sánchez Vega & M.O.Dillon
161. Mikania hesperia B.L.Rob.
162. Mikania hexagonocaulis W.C.Holmes & McDaniel
163. Mikania hioramii Britton & B.L.Rob.
164. Mikania hitchcockii B.L.Rob.
165. Mikania hoehnei B.L.Rob.
166. Mikania hoffmanniana Dusén ex Malme
167. Mikania holmesiana Pruski
168. Mikania holwayana B.L.Rob.
169. Mikania hookeriana DC.
170. Mikania houstoniana (L.) Willd.
171. Mikania houstonioides H.Rob. & W.C.Holmes
172. Mikania huanucoensis W.C.Holmes & McDaniel
173. Mikania huitzensis Standl. & Steyerm.
174. Mikania iltisii R.M.King & H.Rob.
175. Mikania incasina B.L.Rob.
176. Mikania infesta B.L.Rob.
177. Mikania inordinata R.M.King & H.Rob.
178. Mikania inornata B.L.Rob.
179. Mikania involucrata Hook. & Arn.
180. Mikania iodotricha S.F.Blake
181. Mikania iquitosensis B.L.Rob.
182. Mikania iserniana Cuatrec.
183. Mikania itambana Gardner
184. Mikania jamaicensis B.L.Rob.
185. Mikania jeffreyi D.J.N.Hind
186. Mikania jelskii Hieron.
187. Mikania johnstonii B.L.Rob.
188. Mikania jujuyensis Cabrera
189. Mikania juninensis W.C.Holmes & McDaniel
190. Mikania killipii B.L.Rob.
191. Mikania klugii B.L.Rob.
192. Mikania kubitzkii R.M.King & H.Rob.
193. Mikania laevigata Sch.Bip. ex Baker
194. Mikania lagoensis Baker
195. Mikania lanceolata Hieron. ex Sodiro
196. Mikania lancifolia B.L.Rob.
197. Mikania lasiandrae DC.
198. Mikania lasiopoda B.L.Rob.
199. Mikania latifolia Sm.
200. Mikania latisquama Cabrera
201. Mikania laurifolia (L.f.) Willd.
202. Mikania lawrancei B.L.Rob.
203. Mikania lehmannii Hieron.
204. Mikania leiolaena DC.
205. Mikania leiostachya Benth.
206. Mikania lepidophora Urb.
207. Mikania leptotricha Baker
208. Mikania leucophylla (Rusby) B.L.Rob.
209. Mikania ligustrifolia DC.
210. Mikania lindbergii Baker
211. Mikania lindleyana DC.
212. Mikania linearifolia DC.
213. Mikania lloensis Hieron.
214. Mikania longiacuminata (Rusby) B.L.Rob.
215. Mikania longicarpa W.C.Holmes
216. Mikania longiflora (Rusby) B.L.Rob.
217. Mikania longipes Baker
218. Mikania lucida S.F.Blake
219. Mikania luetzelburgii Mattf.
220. Mikania lundiana DC.
221. Mikania lutescens B.L.Rob.
222. Mikania macdanielii W.C.Holmes
223. Mikania macedoi G.M.Barroso
224. Mikania macrostipulata W.C.Holmes & McDaniel
225. Mikania malacolepis B.L.Rob.
226. Mikania manomoi D.J.N.Hind & Frisby
227. Mikania marahuacensis Steyerm. & Maguire
228. Mikania marinii Cabrera
229. Mikania matezkii H.Rob. & W.C.Holmes
230. Mikania mathewsii B.L.Rob.
231. Mikania mattos-silvae R.M.King & H.Rob.
232. Mikania mazanensis W.C.Holmes & McDaniel
233. Mikania megalophylla W.C.Holmes & McDaniel
234. Mikania mellosilvae C.T.Oliveira, Antar & Pirani
235. Mikania mendocina Phil.
236. Mikania micayensis B.L.Rob.
237. Mikania michelangeliana Steyerm.
238. Mikania micrantha Kunth
239. Mikania microcephala DC.
240. Mikania microdonta DC.
241. Mikania microlepis Baker
242. Mikania microphylla Sch.Bip. ex Baker
243. Mikania microptera DC.
244. Mikania millei B.L.Rob.
245. Mikania minima (Baker) B.L.Rob.
246. Mikania monagasensis V.M.Badillo
247. Mikania montana B.L.Rob.
248. Mikania montverdensis Proctor
249. Mikania morii R.M.King & H.Rob.
250. Mikania mosenii Malme
251. Mikania mucronulifera B.L.Rob.
252. Mikania multinervia Turcz.
253. Mikania myriocephala DC.
254. Mikania nana W.C.Holmes
255. Mikania natalensis DC.
256. Mikania neblinensis Aristeg.
257. Mikania neei W.C.Holmes
258. Mikania nelsonii D.J.N.Hind
259. Mikania nemorosa Klatt
260. Mikania neurocaula DC.
261. Mikania nigricans Gardner
262. Mikania nodulosa Sch.Bip. ex Baker
263. Mikania nummularia DC.
264. Mikania oblongifolia DC.
265. Mikania obovata DC.
266. Mikania obsoleta G.M.Barroso
267. Mikania obtusata DC.
268. Mikania ochroleuca B.L.Rob.
269. Mikania odoratissima Urb.
270. Mikania officinalis Mart.
271. Mikania oliveirae R.Esteves & Capel
272. Mikania ollgaardii H.Rob. & W.C.Holmes
273. Mikania oopetala Urb.
274. Mikania oreimeles B.L.Rob.
275. Mikania oreophila M.R.Ritter & Miotto
276. Mikania oreopola B.L.Rob.
277. Mikania orleansensis Hieron.
278. Mikania ovalis Griseb.
279. Mikania oxylepis Sch.Bip. ex Baker
280. Mikania paceae W.C.Holmes
281. Mikania pachychaeta (Baker) G.M.Barroso
282. Mikania pachydictya B.L.Rob.
283. Mikania pachyphylla Urb.
284. Mikania palmata Pruski & W.C.Holmes
285. Mikania palustris (Gardner) R.M.King & H.Rob.
286. Mikania paniculata DC.
287. Mikania pannosa Baker
288. Mikania papillosa Klatt
289. Mikania paranahybensis G.M.Barroso
290. Mikania paranensis Dusén
291. Mikania parodii Cabrera
292. Mikania parvicapitulata Hieron.
293. Mikania parviflora (Aubl.) H.Karst.
294. Mikania parvifolia Baker
295. Mikania pascualii B.L.Turner
296. Mikania paucifolia W.C.Holmes
297. Mikania pendula W.C.Holmes & McDaniel
298. Mikania pennellii B.L.Rob.
299. Mikania perhirta R.M.King & H.Rob.
300. Mikania periplocifolia Hook. & Arn.
301. Mikania pernambucensis Gardner
302. Mikania perstipulata W.C.Holmes
303. Mikania petrina Standl. & Steyerm.
304. Mikania phaeoclados Mart. ex Baker
305. Mikania pichinchensis Hieron.
306. Mikania pilcomayensis B.L.Rob.
307. Mikania pinnatiloba DC.
308. Mikania pittieri B.L.Rob.
309. Mikania platyloba Urb. & Ekman
310. Mikania pohliana Sch.Bip. ex Baker
311. Mikania pohlii (Baker) R.M.King & H.Rob.
312. Mikania polycephala Urb.
313. Mikania polychaeta Urb.
314. Mikania pooleana W.C.Holmes & Vodopich
315. Mikania popayanensis Hieron.
316. Mikania populifolia Gardner
317. Mikania porosa Urb.
318. Mikania pove Al.Rodr.
319. Mikania premnifolia Gardner
320. Mikania producta Urb. & Ekman
321. Mikania pruskii H.Rob. & W.C.Holmes
322. Mikania pseudogracilis R.M.King & H.Rob.
323. Mikania pseudohoffmanniana G.M.Barroso
324. Mikania pseudomicrocephala R.M.King & H.Rob.
325. Mikania pseudorimachii W.C.Holmes & McDaniel
326. Mikania psilostachya DC.
327. Mikania psylobothrya Sodiro ex H.Rob. & W.C.Holmes
328. Mikania pterocaula Sch.Bip. ex Klatt
329. Mikania pteropoda DC.
330. Mikania pulverulenta Sodiro ex B.L.Rob.
331. Mikania purpurascens (Baker) R.M.King & H.Rob.
332. Mikania pycnadenia B.L.Rob.
333. Mikania pyramidata Donn.Sm.
334. Mikania ramosissima Gardner
335. Mikania ranunculifolia A.Rich.
336. Mikania reticulata Gardner
337. Mikania reticulosa C.Wright
338. Mikania retifolia Sch.Bip. ex Baker
339. Mikania reynoldsii W.C.Holmes
340. Mikania rhomboidea Urb. & Ekman
341. Mikania rimachii W.C.Holmes & McDaniel
342. Mikania rimachioides H.Rob. & W.C.Holmes
343. Mikania riparia Greenm.
344. Mikania rivularis B.L.Rob.
345. Mikania rondonensis V.M.Badillo
346. Mikania roraimensis B.L.Rob.
347. Mikania rothii G.M.Barroso
348. Mikania rotundifolia G.M.Barroso
349. Mikania rubella Lingelsh.
350. Mikania rufa Benth.
351. Mikania rufescens Sch.Bip. ex Baker
352. Mikania rugosa B.L.Rob.
353. Mikania rusbyi B.L.Rob.
354. Mikania sagittifera B.L.Rob.
355. Mikania saltensis Hieron.
356. Mikania salviifolia Gardner
357. Mikania salzmanniifolia DC.
358. Mikania santosii R.M.King & H.Rob.
359. Mikania sarcodes Baker
360. Mikania saxicola Sch.Bip. ex W.C.Holmes & Vodopich
361. Mikania scabrida Baker
362. Mikania scandens (L.) Willd.
363. Mikania schenckii Hieron.
364. Mikania schultzii B.L.Rob.
365. Mikania seemannii B.L.Rob.
366. Mikania selloi Spreng.
367. Mikania semirii C.T.Oliveira & Antar
368. Mikania sericea Hook. & Arn.
369. Mikania sessilifolia DC.
370. Mikania setigera Sch.Bip. ex Baker
371. Mikania shushunensis W.C.Holmes & McDaniel
372. Mikania siambonensis Hieron.
373. Mikania simpsonii W.C.Holmes & McDaniel
374. Mikania smaragdina Dusén ex Malme
375. Mikania smilacina DC.
376. Mikania smithii B.L.Rob.
377. Mikania solidinervia V.M.Badillo
378. Mikania sordida Al.Rodr.
379. Mikania sparrei H.Rob. & W.C.Holmes
380. Mikania speciosa DC.
381. Mikania sprucei Baker
382. Mikania steinbachii B.L.Rob.
383. Mikania stenomeres B.L.Rob.
384. Mikania stenophylla W.C.Holmes
385. Mikania stereodes B.L.Rob.
386. Mikania stereolepis B.L.Rob.
387. Mikania stevensiana Britton
388. Mikania steyermarkii R.M.King & H.Rob.
389. Mikania stipulacea (Vahl) Willd.
390. Mikania stipulifera L.O.Williams
391. Mikania stuebelii Hieron.
392. Mikania stygia B.L.Rob.
393. Mikania stylosa Gardner
394. Mikania subverticillata Sch.Bip. ex Baker
395. Mikania sulcata B.L.Rob.
396. Mikania summinima W.C.Holmes
397. Mikania swartziana Griseb.
398. Mikania sylvatica Klatt
399. Mikania szyszylowiczii Hieron.
400. Mikania tafallana Kunth
401. Mikania tambillensis Hieron.
402. Mikania tehuacanensis W.C.Holmes
403. Mikania teixeirae R.M.King & H.Rob.
404. Mikania tenax Sch.Bip. ex B.L.Rob.
405. Mikania tenella W.C.Holmes
406. Mikania ternata (Vell.) B.L.Rob.
407. Mikania testudinaria DC.
408. Mikania thapsoides DC.
409. Mikania thyrsoidea Baker
410. Mikania tonduzii B.L.Rob.
411. Mikania trachodes B.L.Rob.
412. Mikania trachypleura B.L.Rob.
413. Mikania triangularis Baker
414. Mikania trichophila DC.
415. Mikania trimeria W.C.Holmes & McDaniel
416. Mikania trinervis Hook. & Arn.
417. Mikania trinitaria DC.
418. Mikania tripartita Urb.
419. Mikania triphylla Spreng. ex Baker
420. Mikania tristachya W.C.Holmes
421. Mikania troyana Urb.
422. Mikania turbaricola W.C.Holmes & McDaniel
423. Mikania tysonii R.M.King & H.Rob.
424. Mikania ulei Hieron.
425. Mikania urcuensis H.Rob. & W.C.Holmes
426. Mikania urticifolia Hook. & Arn.
427. Mikania variifolia Hieron.
428. Mikania vaupesensis W.C.Holmes & McDaniel
429. Mikania vauthieriana Baker
430. Mikania venosa Alain
431. Mikania verapazensis R.M.King & H.Rob.
432. Mikania viminea DC.
433. Mikania violascens (B.L.Rob.) R.M.King & H.Rob.
434. Mikania violifolia Cuatrec.
435. Mikania virgata B.L.Rob.
436. Mikania vismiifolia DC.
437. Mikania vitifolia DC.
438. Mikania warmingii Sch.Bip. ex Baker
439. Mikania weberbaueri Hieron.
440. Mikania websteri H.Rob. & W.C.Holmes
441. Mikania wedelii W.C.Holmes & McDaniel
442. Mikania werdermannii B.L.Rob.
443. Mikania williamsii B.L.Rob.
444. Mikania woytkowskii W.C.Holmes & McDaniel
445. Mikania wurdackii Pruski & W.C.Holmes
446. Mikania yanacochensis H.Rob. & W.C.Holmes
447. Mikania zamorae H.Rob. & W.C.Holmes